# Blindenmarkt
Blindenmarkt là một thị xã thuộc huyện Melk trong bang Niederösterreich.